# Hortense Raky
Hortense Raky (27 de agosto de 1918-25 de septiembre de 2006), hija de Anton Raky (1868–1943), fue una actriz teatral y cinematográfica austriaca.

## Biografía
Nacida en Berlín, Alemania, ya en 1934 actuó con éxito en el Theater in der Josefstadt en Die Prinzessin auf der Leiter. En noviembre de 1934 actuó en el mismo escenario con su futuro esposo, Karl Paryla, en la obra de Carl Zuckmayer Der Schelm von Bergen, así como en la de Sidney Kingsley Menschen in Weiß.
Su película de mayor fama fue Burgtheater, estrenada en 1936. Tras producirse el Anschluss, en 1937 fue a rodar a Budapest. En 1938 Hortense Raky actuaba en Ámsterdam en el cabaret de exiliados Theater der Prominenten. Ese mismo año decidió emigrar a Suiza, donde pasó a formar parte del Schauspielhaus Zürich. Finalizada la Segunda Guerra Mundial trabajó en teatros de Alemania, entre otros, y desde 1957, el Deutsches Theater de Berlín Este, a donde se había mudado con su familia. Uno de sus papeles más destacados sobre el escenario fue el de Millerin en el drama de Friedrich Schiller Kabale und Liebe (1965). 
En los años 1960 actuó en el Teatro de Cámara de Múnich dirigida por Fritz Kortner en Ricard III y Die Zwiesprache, y en Herr Puntila und sein Knecht Matti bajo la dirección de August Everding. 
Desde 1939 hasta su muerte en 1996 estuvo casada con el actor y director Karl Paryla (1905–1996). La pareja tuvo dos hijos, ambos actores: Nikolaus Paryla (nacido en 1939) y Stephan Paryla-Raky (nacido en 1948). Hortense Raky falleció en Viena en el año 2006, y fue enterrada en el Cementerio central de Viena.

## Filmografía
- 1936 : Das Frauenparadies[3]
- 1936 : Burgtheater
- 1937 : Roxy und das Wunderteam
- 1956 : Gasparone
- 1974 : Verurteilt 1910 (telefilm)
- 1977 : Die Emmingers (serie TV)

## Actriz de voz
- 1938 : Como actriz de voz, Raky dobló a Blancanieves en Snow White and the Seven Dwarfs, la primera versión en lengua alemana de la película de Walt Disney. La producción se llevó a cabo en Ámsterdam.

## Premios
- 1979 : Medalla Josef Kainz de la ciudad de Viena